# Eugenia buxifolia
Eugenia buxifolia é uma espécie de planta frutífera da família das mirtáceas. Alcança até 5 metros de altura e possui frutos do tamanho de uma cereja. É uma espécie endêmica da ilha da Reunião.